# 污点桃色照
《污点桃色照》（英語：The Dirty Picture，又名《火辣大电影》）是一部2011年印度上映的歌舞电影。

## 引言
|  | 如果你生了一个舞蹈明星，你的内心肯定充满了混乱。 ——德国著名哲学家：弗里德里希·威廉·尼采 |

## 剧情
该片讲述了印度情色电影著名演员西丽克·史密莎大起大落的人生故事。

## 演员
| 演员            | 角色          | 备注                                           |
| 瑋焍婭·芭蘭     | 西丽克·史密莎 | 年轻时逃离家乡，梦想做一个演员。               |
| 纳萨鲁丁·沙     | 苏拉卡特      | 超级巨星，嗜好肉欲，一生有许多风流韵事和绯闻。 |
| 土司哈尔·卡普尔 | 哈玛卡特      | 苏拉卡特的兄弟。                               |
| 埃朗·哈斯米     | 亚伯拉罕      | 电影导演，史密莎最大的敌人。                   |